# 汝矣島純福音教會
汝矣岛纯福音教会（英語：Yoido Full Gospel Church，：／ Yeouido Sunbogeum Gyohoe）位於韓國首爾南部的政治中心、永登浦區汝矣島的汝矣洞，是一家五旬節派神召會的教會。该教会由赵镛基和崔子实于1958年建立，目前由李永勳领导。

## 歷史
教會於1958年5月18日由趙鏞基及崔子实传道於首爾恩平区大枣洞崔子实家的客厅創立。赵镛基传讲三重祝福的信息（灵、魂、體的祝福），靠圣灵治病，大受欢迎。3年内信徒人数猛增到1000人，主日礼拜增到600人。帐篷教会一再扩建。
1961年，在一次复兴圣会之后，赵镛基在首爾西大门设立纯福音复兴会馆，翌年完工并改称纯福音中央教会。1964年，西大门教会达到了3000名信徒。1965年，赵镛基牧师与崔子实的女儿金圣惠结婚。1968年，信徒达到8千人，于是组织125个区域小组，培养义工家访信徒。
1973年，信徒达到一万名，于是在当时還是荒岛的汝矣岛新建圣殿。1977年，信徒增长为5万名，1979年达到10万名，1981年达到了20万信徒，1984年信徒人数突破40万。1992年，突破70万。目前有80万名信徒。
根據美国《洛杉磯時報》援引2013年“Quo Vadis”的一个新闻发布会的说法称，汝矣岛纯福音教会是現時世界上最大的五旬节派教会。大圣殿现在可容纳2万5000人同时做礼拜。在京畿道坡州市还有崔子实纪念祈祷院。

## 分支
- 台北純福音教會

## 交通
- 鐵路：首爾地鐵9號線國會議事堂站

## 相關機構
- GoodPeople （页面存档备份，存于）
- 迦南老人福利院 （页面存档备份，存于）
- 教會成長研究所 （页面存档备份，存于）
- 基督教大韓神的聖會(汝矣島純福音總會) （页面存档备份，存于）
- 總會神學院(總會牧會大學院) （页面存档备份，存于）
- 基督教紀念墓園
- 貝塞斯達大學 （页面存档备份，存于）（英文），位於美國加州安那翰市的一所基督教大學，由趙鏞基牧師創立。
- 純福音龍山神學院 （页面存档备份，存于）
- 以琳福利會 （页面存档备份，存于）
- 汝矣島GoodPeople福利中心 （页面存档备份，存于）
- 龍山修練館 （页面存档备份，存于）（英文）
- CGI(教會成長國際中心)（英文）

## 外部連結
- 汝矣島純福音教會（英文）（日語）（简体中文）（法文）（西班牙文）（俄文）（德文）
- 汝矣島純福音教會主日學 （页面存档备份，存于）
- 汝矣島純福音教會祈禱院 （页面存档备份，存于）
- 汝矣島純福音教會長年宣教聯合會 （页面存档备份，存于）
- 純福音家族新聞 （页面存档备份，存于），汝矣島純福音教會所屬媒體。